# 200.000 Taler
200.000 Taler (auch in den Schreibweisen 200000 Taler, 200 000 Taler, 200,000 Taler oder Zweihunderttausend Taler) ist eine Oper in drei Szenen (Bildern) und einem Epilog des Komponisten Boris Blacher. Das Libretto entstand nach einer Erzählung von Scholem Alejchem. Die deutsche Übersetzung besorgten Siegmund Bendkower und Boris Blacher. Die Uraufführung der Oper fand am 25. September 1969 an der Deutschen Oper Berlin statt.

## Handlung
Ort und Zeit
Ein jüdisches Dorf in Galizien, Ende des 19. Jahrhunderts/Anfang des 20. Jahrhunderts.
Zusammenfassung der drei Bilder und des Epilogs
Der arme Schneider Schimele Soroker lebt mit seiner Frau und Tochter in einem ostjüdischen Schtetl. Er hat schlimme Geldsorgen, da er seinem Vermieter Solomon noch die Miete schuldig ist, die er am morgigen Tage zahlen muss. Seine zwei Schneidergehilfen Motel und Kopel sind beide in Sorokers hübsche Tochter Bailke verliebt. Deren Hochzeit mit einem reichen Mann soll auch Sorokers finanzielle Absicherung im Alter sein.
Solomon und sein Agent, der Geschäftsmann Koltun, zeigen ebenso Interesse an Bielke wie die beiden Lehrlinge. Bailke soll also aus der finanziellen Notsituation heraus mit einem der reichen Bewerber verheiratet werden. Da trifft die Nachricht ein, dass Soroker den Hauptgewinn in Höhe von 200.000 Talern in einer Lotterie gewonnen hat. Solomon und Koltun finden Bailke nunmehr noch attraktiver und wollen sie zur Frau.
Zwei Wochen später lebt Soroker mit seiner Familie schon in einem neuen, auf Kredit gekauften prachtvollen und mondänen Haus. Solomon und Koltun bedrängen Bailke weiterhin. Bei einem Abendessen soll alles besprochen werden; auch der Heiratsvermittler Solowejtschik trifft ein, um eine Ehe anzubahnen. Die beiden weiterhin in Bailke verliebten Gehilfen Motel und Kopel bieten Bailke ihre Hilfe bei der Flucht an. Plötzlich erscheint der Bankkassierer Himmelfarb und teilt mit, dass der Lottogewinn ein Irrtum war. Soroker ist nun wieder so arm wie zuvor. Die vermeintlichen Freunde ziehen sich zurück. Soroker und seine Frau müssen in ihre alte brüchige Schneiderwerkstatt zurückziehen.
Dorthin war Bailke in der Zwischenzeit bereits vor der drohenden Verheiratung geflüchtet. Von den beiden Lehrlingen wählt sie Motel, den sie lieber mag. Als ihre Eltern sie in ihrem alten Zuhause finden, akzeptieren sie Motel als Schwiegersohn, unter der einzigen Voraussetzung, dass er keine Mitgift erwartet. Bailke und Motel beginnen nun ihr neues Leben.

## Werk
Die Oper, von Blacher als „singspielhafte Komödie“ bezeichnet, geht auf die Erzählung Dos Groijse Gewins von Scholem Alejchem zurück. Alejchem beschreibt darin mit humoristischem Ton das schwere, entbehrungsreiche Leben jüdischer Emigranten. In Sprache und Handlung lässt er untergegangene und verlorene ostjüdische Lebensformen wieder aufleben, indem er, teilweise schwankhaft verfremdet, den Glauben an die irdischen Güter (z. B. den Reichtum) persifliert, ihn aber gleichzeitig als wesentlichen Charakterzug seiner Gestalten darstellt.
Die Uraufführung fand am 25. September 1969 an der Deutschen Oper Berlin im Rahmen der Berliner Festwochen statt. Die musikalische Leitung hatte Heinrich Hollreiser. Die „realistische, dem Gegenstand angemessene“ Inszenierung besorgte Gustav Rudolf Sellner; das auch eine Drehbühne verwendende Bühnenbild stammte von Ita Maximowna.
Die Uraufführungsbesetzung, in der zahlreiche „Charakterdarsteller“ mitwirkten, bestand aus: Günther Reich (Schimele Soroker), Ernst Haefliger (Motel), Gerd Feldhoff (Kopel), Martha Mödl (Ettie-Mennie), Dorothea Weiss (Bailke), Tomislav Neralić (Vermieter Solomon), Ernst Krukowski (Kolton), Gitta Mikes (Nachbarin Perl), Karl-Ernst Mercker (Solowejtschik), Cornelius van Dijck (Himmelfarb), Robert Koffmane (Mendel).
Blacher verbindet in seiner Oper 200.00 Taler Sozialkritik, wie er sie schon in seiner Kammeroper Die Flut (UA 1946, nach Guy de Maupassant) zeigte, mit phantastischen Elementen. Blacher pflegt dabei einen „knappen, unromantischen, jedoch trefflich charakterisierenden und aussdrucksstarken Kompositionsstil“. Blachers Musik ist in einem Konversationston mit charakteristischer Rhythmik und pointiertem Parlandostil geschrieben, der sich weitgehend dem der literarischen Vorlage anpasst; sie enthält keine Arien oder sonstige Ensemblesätze, wodurch die Orchesterbegleitung interessanter wirkt als die Gesangslinie. Sie verwendet modernistische Techniken, die den Sprechrhythmus des Textes darin einbinden. Blacher verwendete in seiner Komposition auch Anklänge an die jüdische Volksmusik und die jüdische Folklore, übernahm diese Elemente jedoch nicht notengetreu. Der Komposition liegt das Blacher’sche Prinzip des arithmetischen Verlängerns und Verkürzens rhythmischer und thematischer Phrasen mit seinem Verfahren der „variablen Metren“ zugrunde.
Die Oper wurde vom Publikum als Achtungserfolg gut aufgenommen. Die zeitgenössische Musikkritik, die von Blacher wohl eine modernere, avantgardistischere Tonsprache erwartet hatte, zeigte sich mehrheitlich enttäuscht und ablehnend. Der Musikkritiker Heinz Josef Herbort, der die Uraufführung für die Wochenzeitung Die Zeit ausführlich besprach, stellte im Vergleich zur Handlung, eine „weniger revolutionäre“ Musiksprache fest, die er so beschrieb: „Die Motorik aus Strawinskys ‚Sacre‘, kombiniert mit Puccinis kleinzelliger Thematik und kirchentonartlichen Fünfton-Melodien, diese Mischung durch den Wolf zu quasi-seriellem Modernismus gedreht und mit gelegentlichen Klangfarbenmustern aufgepäppelt“.
Blacher selbst äußerte sich wie folgt über seine Oper: „Der Reiz des Stoffes liegt meiner Ansicht darin, daß hier an der kleinsten Zelle menschlicher Gemeinschaften, das heißt an einer jüdischen Familie der östlichen, polnisch-russischen Gebiete, Kräfte deutlich werden, die unser Jahrhundert wesentlich bewegten: wie die Veränderung der sozialen Struktur, Rassenhaß, die Antinomie von Glück und Materialismus, aber auch das Generationsproblem und vieles andere mehr.“
Der Klavierauszug mit Libretto erschien 1969 bei Boosey & Hawkes.

## Tondokumente
Von Blachers Oper entstand 1970 mit der Uraufführungsbesetzung eine Studioinszenierung in Form eines Fernsehspiels, die 2015 als DVD bei Arthaus Musik veröffentlicht wurde.